# Henri Louis Levasseur

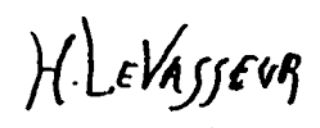
Signatur Henri Louis Levasseur

Henri Louis Levasseur (* 16. April 1853 in Paris; † 3. November 1934 ebenda) war ein französischer Bildhauer.

## Leben

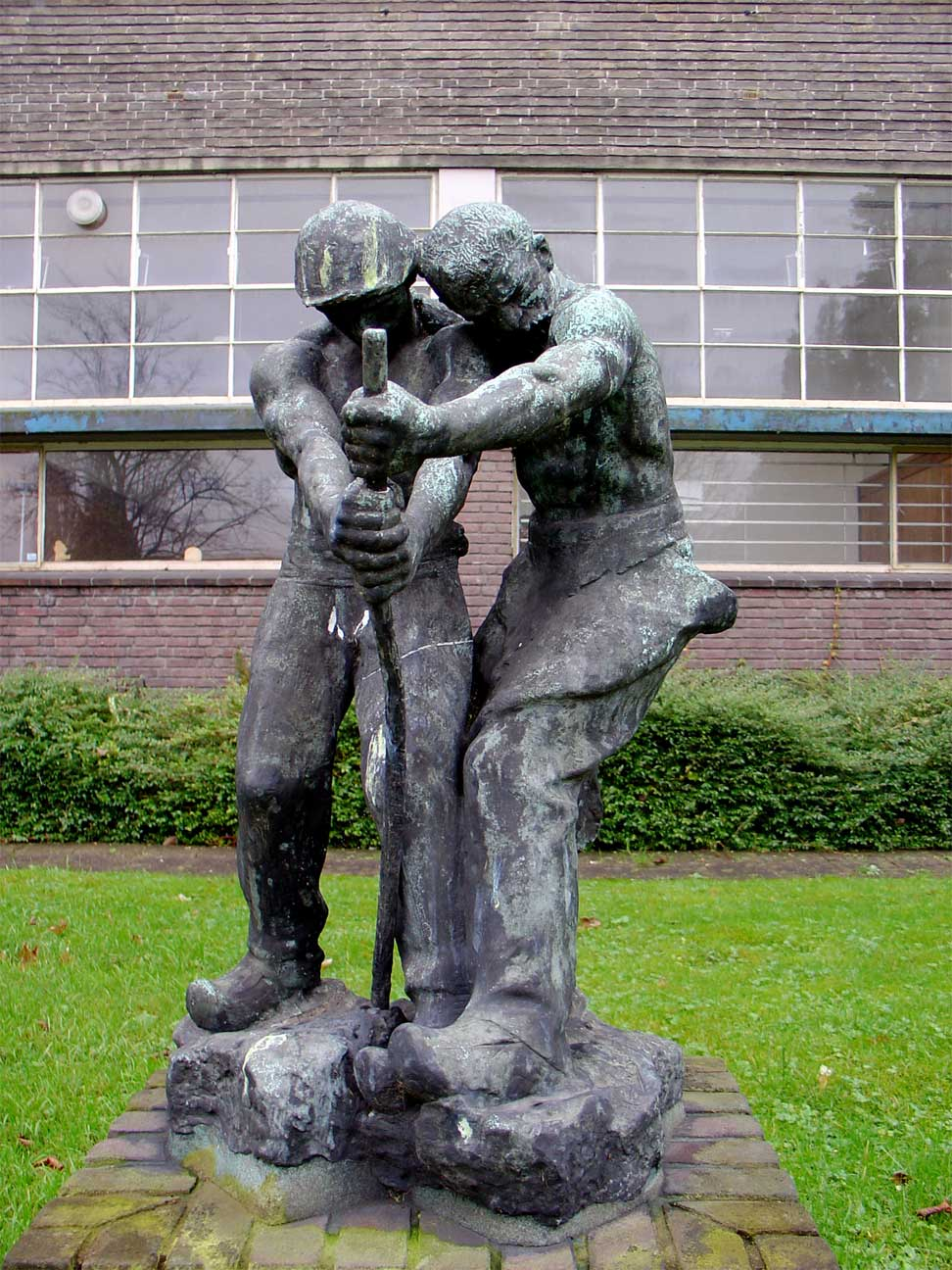
Levasseurs Statue Zusammenarbeiten in Gouda, 2008.
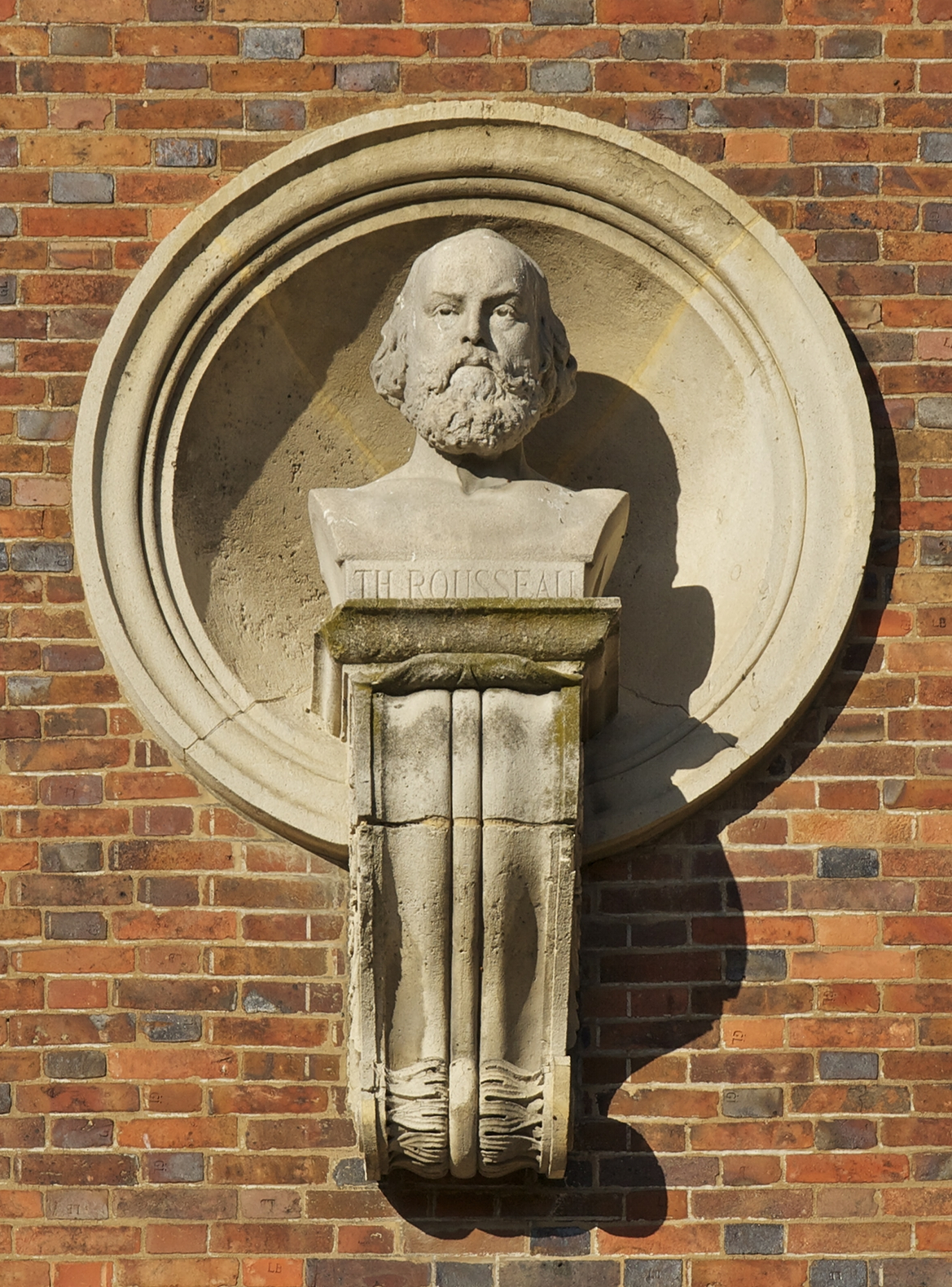
Büste Théodore Rousseau im Jardin du Luxembourg, 2011.
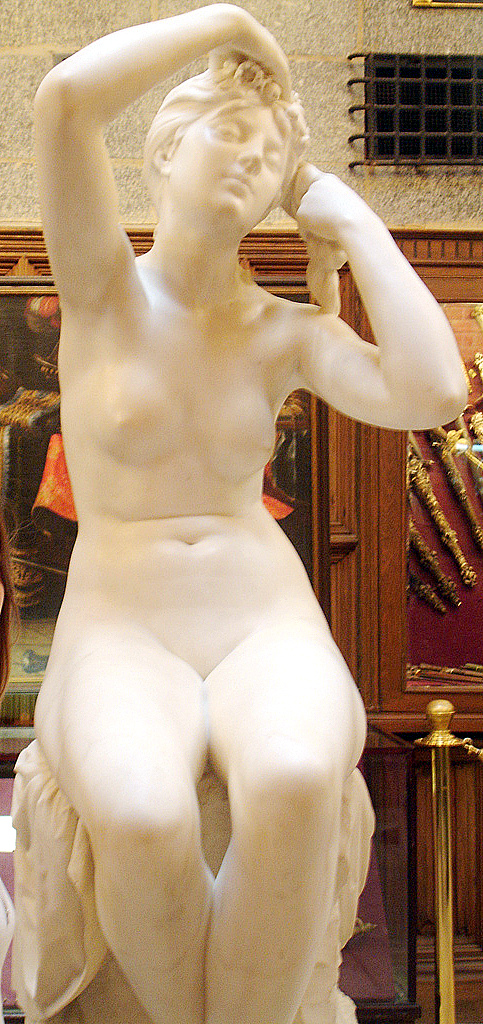
Akt einer sitzenden Frau, 2007.

Levasseur erlernte die Bildhauerei bei Augustin-Alexandre Dumont, Jules Thomas und Eugène Delaplanche. Er war Lehrer von Ernest Justin Ferrand, Julien Prosper Legastelois, Claudius Marioton und Augustine Simonet.
Seine Arbeiten wurden mehrfach ausgezeichnet, unter anderem auf den Kunstausstellungen Salon des Artistes Français der Société des Artistes Français. Seine im Jugendstil gehaltenen Bronze- und Steinskulpturen wurden in allen führenden französischen Ausstellungen seiner Zeit gezeigt.

## Werke (Auswahl)
- Jeune fille avec papillon sur le bras
- Diane chasseresse
- Marteleur de pierres
- Buste de l'Empereur Alexandre II, etwa 1880
- Hébé et l'aigle de Jupiter
- L'empereur Napoléon 1er à cheval
- Futurum
- Gloire à la science
- Le Chanson
- Danseuse orientale assise sur un sphinx
- Levasseurs Büste Théodore Rousseau steht an der Fassade der Orangerie im Jardin du Luxembourg, Paris[3]